# ダンダリン一〇一
『ダンダリン一〇一』（ダンダリンいちまるいち）は、原作：田島隆（とんたにたかし）、作画：鈴木マサカズによる日本の漫画作品。講談社の漫画雑誌『モーニング』にて2010年1月から月一で連載された。
2013年10月からは、本作を原作とした竹内結子主演の連続テレビドラマ『ダンダリン 労働基準監督官』が放送された。
労働基準監督署を舞台として、主人公の段田凛を始めとした労働基準監督官たちが労働基準法、労働安全衛生法その他の同署の所管法令を適用してブラック企業などの労働法令の順守に欠ける企業を摘発し、日本の労働者を守っていくという物語である。
原作においては、『カバチタレ! 』、『特上カバチ!!（カバチタレ! 2）』、『カバチ!!!（カバチタレ! 3）』と同じく、広島が物語の舞台となっている。

## テレビドラマ
『ダンダリン 労働基準監督官』（ダンダリン ろうどうきじゅんかんとくかん）は、日本テレビ系列の『水曜ドラマ』枠（毎週水曜日22:00 - 23:00、JST）で2013年10月2日から12月11日まで放送された日本のテレビドラマ。主演の竹内は、日本テレビの水曜ドラマとしては初主演となった。
なお、当作品から『水曜ドラマ』枠は6分拡大され、終了時刻が23:00に変更されている。
キャッチコピーは「働くひとを守るために、働くひとがいる。」。

### あらすじ
労働基準監督署に勤める監督官の段田凛は法令違反を発見すると、決して見逃すことはできず、ひたすら真面目というかむしろ全く融通が利かないほど違反している企業や経営者を追及する。同じ署に勤める同僚たちは、署長をはじめ、仕事上大きな問題を抱えることを避けようとする傾向があった。初めのうちは凛の行動に翻弄されるが、凛のひたむきな仕事ぶりを目の当たりにして、次第に使命感を高め、不当な扱いを受けている労働者のために奮闘するのだった。

### 登場人物
以下の説明では便宜上、西東京労働基準監督署を監督署として記載する。

#### 西東京労働基準監督署
監督・安衛課 労働基準監督官
段田 凛（だんだ りん）〈32〉
演 - 竹内結子
青山労働基準監督署より異動してきた労働基準監督官。出勤途中に法令違反の箇所を見つけると、気になって是正せずにはいられない。第1話では違反勧告を無視する違反者に司法警察権で逮捕に踏み切る。
南三条 和也〈27〉
演 - 松坂桃李
労働基準監督官。凛とペアを組むよう命じられ、胡桃沢から転職するよう誘われている。土手山からは「南」と省略されて呼ばれる。定時に帰るのが理想。
温田 祐二〈38〉
演 - 水橋研二
労働基準監督官。田中の相談役で噂好き。
小宮 瑠璃子〈23〉
演 - トリンドル玲奈
労働基準監督官。過去にアルバイト先でセクハラを受けた事があり、そのアルバイト先に復讐するために監督官になった。
田中 正一〈38〉
演 - 大倉孝二
労働基準監督官。上司に見合いを薦められている。小宮に好意を寄せている。
土手山 郁夫〈44〉
演 - 北村一輝
西東京労働基準監督署監督・安衛課長。前妻との間に息子が1人おり、離婚時の約束として月2回会う約束をしている。
太田 昌子〈53〉
演 - 大島蓉子
西東京労働基準監督署総務課非常勤職員。署長のよき話し相手。
真鍋 重夫〈55〉
演 - 佐野史郎
西東京労働基準監督署長。職務上のトラブルを嫌う。

#### 相葉社労士事務所
胡桃沢 海〈27〉
演 - 風間俊介
南三条の同期。元労働基準監督官。現在は社会保険労務士。　
相葉 博美〈50〉
演 - 賀来千香子
事務所代表。第5話のゲストに、甥っ子である賀来賢人がゲスト出演をし、共演を果たした。

#### その他
紺野 みどり〈41〉
演 - 西田尚美
土手山の元妻。
紺野 雄一
演 - 渡辺哲史
土手山の息子。
南三条 恭子〈50〉
演 - 石野真子
和也の母親。

#### ゲスト
複数話・単話登場の場合は演者名の横の括弧（）内に表記

##### 第1話
西川 修
演 - 渡辺いっけい
鴨光ハウジング営業部リフォームカウンセラー。サービス残業に追われているが、遅くにできた子供のためにも多少無理をしてでも現在の仕事を手放したくないと考えている。
鴨光 徹
演 - でんでん
鴨光ハウジング社長。凛にサービス残業等の問題点を指摘されて、取っ組み合いのケンカとなるも、最後は凛達に不意を突かれて逮捕される。
山嵜
演 - 趙珉和
akari cafe店長。「ウェイトレス募集」の貼り紙に問題点があるとして、出勤中の凛から指摘を受ける。
西川 陽子
演 - 長野里美
修の妻。
木下 健次郎
演 - 小浜正寛
検事。

##### 第2話
花枝 春奈
演 - 平山あや
飲茶カフェ「筋斗雲」田原店店長。経営者から高圧的なセクハラ被害にあっていると監督署へ相談に訪れる。
椎名 孝之
演 - 篠井英介
シーナフーズ社長。胡桃沢の助言から、「筋斗雲」チェーン店舗で名ばかり管理職を大量に増やし、不当に人件費を浮かしていた。

##### 第3話
相島 幸治
演 - マギー
土手山の大学野球部時代のチームメイト。アイジマ工務店社長兼足場の組立て等作業主任者。建設現場の高所から作業員が落下して、重傷を負う労働災害事故が発生する。
佐藤
演 - おかやまはじめ
相島の部下。

##### 第4話
真田 佑美
演 - 志田未来
大鷹スポーツ内定社員。例年より研修時期が早まり、商店主の前で歌唱し落ち込んだ気持ちを励ますと言った内容の内定者研修のノルマを課せられていた。
山形 幸男
演 - 阿南健治
大鷹スポーツ人事部部長。ベトナム工場が洪水被害に遭い、3億超の損害を補填するために4名の新入社員の内定を取り消す。
大鷹 伸一
演 - 金田明夫
大鷹スポーツ社長。

##### 第5話
唐沢 隆士
演 - 賀来賢人
「シェ・川合」パティシエ。客から美味しいと喜んでもらえる洋菓子作りを追求したい自分の考えと利益を追求する会社側の方針が合わず退職願を出すが、受理してもらえずに困り果てていた。
ちなみに、叔母である賀来千香子もこのドラマに出演している。
川合 秀樹
演 - 東根作寿英
「シェ・川合」オーナー。強行に退職に踏み切った場合は損害賠償請求の裁判を起こすと唐沢を恫喝する。
由利浜
演 - 三上市朗
弁護士。土手山側の代理人。

##### 第6話
杉下 博
演 - 嶋田久作
セカイ部品工場社長。外国人技能実習制度を悪用し、労働基準法を犯して不当な利益を得ている。外国人労働者の雇用条件は時間給400円、サービス残業で8時間を超える超過勤務、労働者に勤務外の自由を与えず軟禁状態で労働を強制する内容だった。監督署の臨検で給与に関わる書類をもみ消すが刑事告発された。
春沢 明子
演 - 濱田マリ
七辻機械部品工場工員。早出分の給料未払いの相談で監督署を訪れる。
北川
演 - 前田健
杉下の部下。通訳担当。
吉田
演 - 脇知弘
杉下の部下。外国人労働者が他の日本人と接触しないように24時間監視する。
ノイ
演 - ブンシリ
セカイ部品工場で働く外国人労働者のリーダー。

##### 第7話
竹光 正
演 - 長谷川初範（第8話）
竹光製作所社長。毎日のように部下の茅ヶ崎に「役立たずで無能な社員」だと罵詈雑言を浴びせ、精神的に追い詰める。
茅ヶ崎 英夫
演 - 大高洋夫
竹光製作所現場作業員。平社員に降格し、内勤から慣れない現場作業に異動させられる。その後会社から自宅への帰り道に歩道橋から転落して死亡した。
毎朝の通勤途中の同じ時間帯に南三条とすれ違い、彼から密かに「栄養ドリンクおじさん」と呼ばれる。家族のために体力をつける目的で毎朝、栄養ドリンクを飲んで出勤していた。
田端 雅弘
演 - 伊藤正之（第8話）
竹光製作所現場作業責任者。慣れない現場作業で疲弊していく茅ヶ崎を心配し、社長から理不尽な暴言を吐かれたときには庇う。
茅ヶ崎 修司
演 - 中村倫也
英夫・恵子の息子。会社から自宅への帰り道は労災認定が適用されるのか、監督署に相談へ訪れる。
茅ヶ崎 恵子
演 - 朝加真由美
英夫の妻。

##### 第8話
七冨 靖史
演 - 升毅
七冨ホールディングス社長。メキシカンファミリーレストランチェーンを運営。名目上は業務外の自由参加だと偽り、給与が発生しないよう巧妙に細工し、社員たちに語学や調理研修などを強制的に受けさせている。断る社員には向上心が足らないからだと、解雇をちらつかせ、社長命令に逆らわないように仕向けていた。
島根 尚人
演 - 石井正則
「アディオス」西東京駅前店店長。小山田の上司。社員をふるいにかけ、社の方針についていけない者は退職させる社長の考え方には疑問を感じ、人材を育てられる会社環境を作りたいと心の中では思っているが、解雇を恐れ進言できずにいる。
小山田 航
演 - 石田卓也
「アディオス」西東京駅前店社員。南三条の高校時代の同級生。通常業務、勤務外研修などで寝る暇もなく、自宅へ帰宅することもままならない状態を続けていると過労で倒れてしまう。
鈴木 圭太
演 - 小山弘訓
「アディオス」公園前店店長。
小山田 照美
演 - かとうかず子
航の母親。息子がブラック企業に勤めていると監督署に訴え出る。

##### 第9話
梶川 徹
演 - 松田悟志（第5話）
ホテルカジカワ社長。契約が切れるハウスキーピングの派遣社員と合法的に請負い契約を結び、有給や残業代を支払う必要がない個人事業主として働かせる。

##### 第10・最終話
飯野（御子柴） 慎司
演 - 柄本明（第9話）
アプリドリーム代表取締役社長。段田凛が青山労働基準監督署時代に悪質な労働基準法違反第24条違反容疑で逮捕した元御子柴電機社長。自身が婿養子であったため会社だけでなく家族も失ったと凛を逆恨みしており、胡桃沢を利用して彼女を辞職に追い込もうと画策する。最終的には胡桃沢によって凛を辞職に追い込もうとした経緯と自社の違法行為が株主全員に知れ渡ることとなり、社長を解任される。
小西 美月
演 - 石橋杏奈
アプリドリーム西東京ルーム社員。残業代の未払いについて、監督署に相談へ訪れる。
岸本 義明
演 - 金井勇太
凛の学生時代からの親友で、相葉の元で働いていた社会保険労務士。自身が初めて担当した御子柴電機が新人監督官時代の凛によって倒産に追い込まれてしまい、彼女の目の前でビルの屋上から投身自殺を図り死亡した。
蓮沼 譲
演 - 岡本光太郎
美月の上司。
永島 加奈子
演 - 工藤里紗
美月の先輩社員。
小西 健司
演 - 布施博（最終話）
美月の父親。元御子柴電機社員。

### スタッフ
- 原作 - 原作：田島隆 / 作画：鈴木マサカズ『ダンダリン一〇一』（モーニング / 講談社）
- 脚本 - 秦建日子
- 音楽 - 浅草ジンタ
- 演出 - 佐藤東弥、中島悟、松永洋一
- 主題歌 - 松任谷由実「今だけを きみだけを」[5]（ユニバーサルミュージック）
- カースタント - 佐藤秀美
- 体操振付 - 振付稼業air:man
- ケーキ監修 - 西田喜孝（第5話）
- 法医学監修 - 長尾正崇（第7話）
- 監修 - 田島隆、吉松美貞
- 取材協力 - 東京労働局
- チーフプロデューサー - 伊藤響
- プロデューサー - 三上絵里子、柳内久仁子（AX-ON）
- アシスタントプロデューサー - 白石香織、渡邉美郁、杉山葉香
- 制作協力 - 日テレアックスオン
- 製作著作 - 日本テレビ

### 放送日程
- 初回は10分拡大放送（22:00 - 23:10）。
- 第5話はプロ野球日本シリーズ第4戦中継延長のため、110分繰り下げ（23:50 - 翌 0:50）。
- 第7話はグラチャンバレー女子第2戦中継延長のため、25分繰り下げ（22:25 - 23:25）。
- 第9話は日テレ系音楽の祭典 ベストアーティスト2013のため、30分繰り下げ（22:30 - 23:30）。

| 放送回                                                                      | 放送日   | サブタイトル                              | 演出     | 視聴率 |
| --------------------------------------------------------------------------- | -------- | ----------------------------------------- | -------- | ------ |
| 第1話                                                                       | 10月02日 | 働く人を守りたい…ブラック企業に制裁を     | 佐藤東弥 | 11.3%  |
| 第2話                                                                       | 10月09日 | 女ナメんな内偵24時! セクハラ社長に唸れ!!  | 佐藤東弥 | 07.8%  |
| 第3話                                                                       | 10月16日 | 守るべきものは? 友情か法律か              | 中島悟   | 07.4%  |
| 第4話                                                                       | 10月23日 | 学生絶望!? 内定切り企業に唸れ             | 中島悟   | 07.2%  |
| 第5話                                                                       | 10月30日 | 嫌な会社を辞める方法                      | 佐藤東弥 | 05.1%  |
| 第6話                                                                       | 11月06日 | ニッポンは働きやすい国ですか              | 中島悟   | 07.6%  |
| 第7話                                                                       | 11月13日 | 働くことの壁とは…ダンダ化できない指導係   | 松永洋一 | 07.2%  |
| 第8話                                                                       | 11月20日 | 会社が嫌なら辞めればいい? 働く人の選択肢  | 中島悟   | 05.6%  |
| 第9話                                                                       | 11月27日 | 働いているのに労働者じゃない!? 法律のウラ | 佐藤東弥 | 07.4%  |
| 第10話                                                                      | 12月04日 | 傷つけた労働者への代償!? 監督官を辞める時 | 松永洋一 | 06.3%  |
| 最終話                                                                      | 12月11日 | 何のために働くのか…監督官としての答え     | 佐藤東弥 | 08.6%  |
| 平均視聴率 7.5%（視聴率はビデオリサーチ調べ、関東地区・世帯・リアルタイム） |          |                                           |          |        |

| 日本テレビ系列 水曜ドラマ                                     | 日本テレビ系列 水曜ドラマ                                                           | 日本テレビ系列 水曜ドラマ                      |
| 前番組                                                        | 番組名                                                                              | 次番組                                         |
| ------------------------------------------------------------- | ----------------------------------------------------------------------------------- | ---------------------------------------------- |
| Woman （2013年7月3日 - 9月11日） ※この作品まで終了時刻は22:54 | ダンダリン 労働基準監督官 （2013年10月2日 - 12月11日） ※この作品から終了時刻は23:00 | 明日、ママがいない （2014年1月15日 - 3月12日） |
| 日本テレビ系列 22:00 - 22:54枠                                |                                                                                     |                                                |
| Woman                                                         | ダンダリン 労働基準監督官                                                           | 明日、ママがいない ※22:00 - 23:00              |
| 日本テレビ系列 22:54 - 23:00枠                                |                                                                                     |                                                |
| NEWS ZERO ※22:54 - 23:58 【6分繰り下げ・5分短縮して継続】     | ダンダリン 労働基準監督官                                                           | 明日、ママがいない ※22:00 - 23:00              |